# Springtime (banda)
Springtime foi uma banda austríaca da década de 70.
A banda era constituída por  Norbert Niedermayer, Walter Markel, Gerhard Markel et Erwin Broswimmer. Representaram o seu país no Festival Eurovisão da Canção 1978 realizado em Paris interpretando  tema Mrs. Caroline Robinson e terminaram em 15º lugar e 14 pontos. 
Niedermayer já tinha representado a Áustria em 1972 integrado na banda  Milestones

## Discografia
- Mr. Captain (1977)
- Lady on the motorbike (1977)
- Jingle me, jingle you (1977)
- Mrs. Caroline Robinson (1978)
- Lonely road (1978)